# Akita
Pour les articles homonymes, voir Akita (homonymie).
Akita (秋田市, Akita-shi) est une municipalité ayant le statut de ville au Japon. Elle est la capitale de la préfecture d'Akita.
Si, depuis l'époque Heian, Akita était renommée pour ses bijin, c'est maintenant une ville industrielle (pétrole, chimie, bois, etc.) et universitaire. Elle est surtout connue des touristes pour son festival des lanternes (Akita kanto matsuri), qui a lieu chaque année au mois d'août.

## Géographie

### Situation
Akita est située sur les côtes de la mer du Japon, dans le nord-ouest de la région de Tōhoku. La ville est traversée par le fleuve Ogawa.

Localisation de la ville d'Akita dans la préfecture d'Akita.
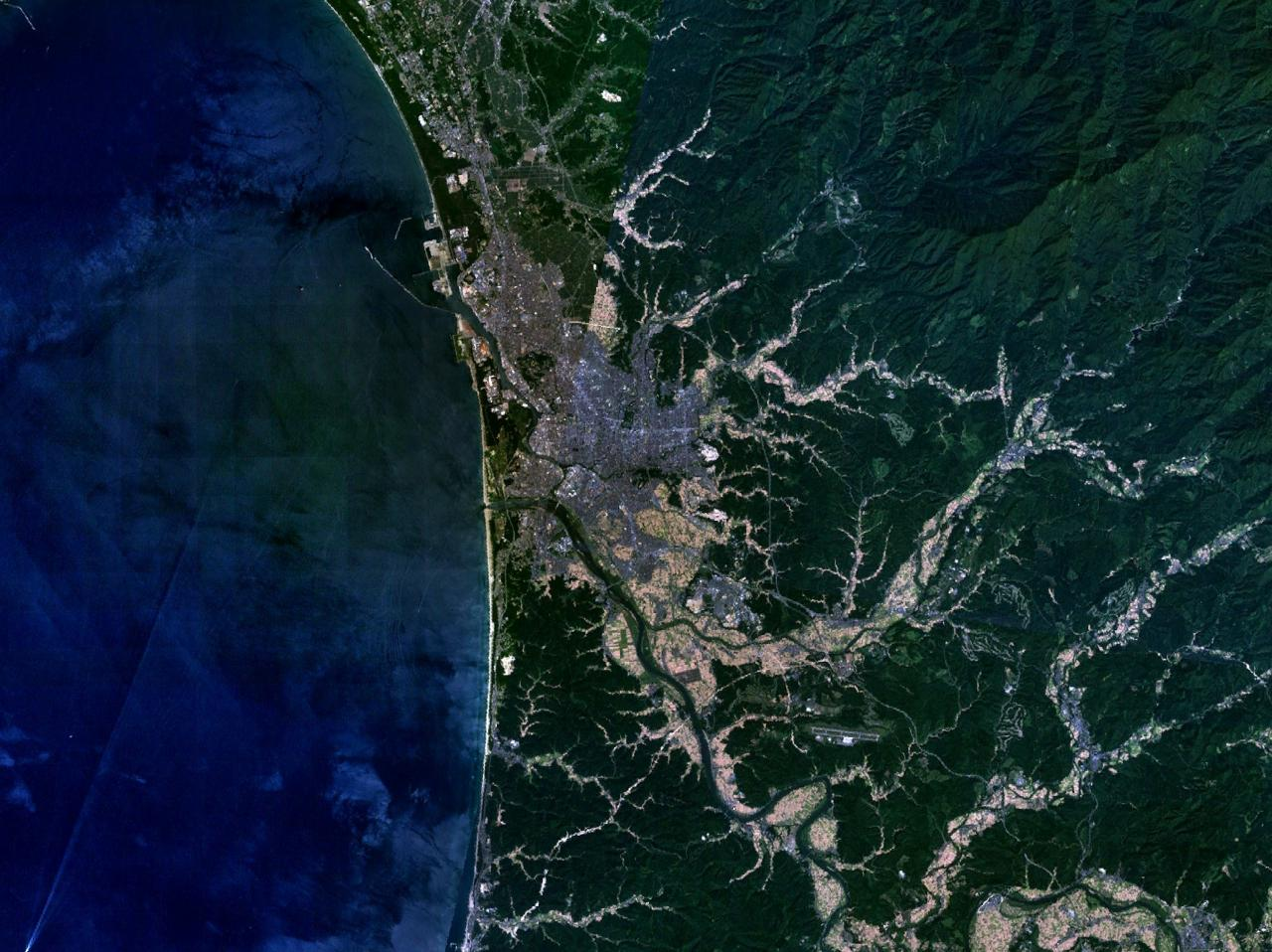
La ville d'Akita depuis l'espace.

### Municipalités limitrophes
| Katagami     | Ikawa, Gojōme | Kamikoani, Kitaakita |
| mer du Japon | Akita         | Semboku              |
| Yurihonjō    | Daisen        | Daisen               |

### Démographie
En janvier 2019, la population d'Akita était de 307 940 habitants répartis sur une superficie de 906,07 km2. En octobre 2023, elle était de 300 096 habitants.

### Climat
Akita appartient à une zone de transition climatique entre un climat subtropical humide et un climat continental humide. Les étés sont chauds et humides, et les hivers sont froids et neigeux.
| Mois                                             | jan.       | fév.       | mars       | avril     | mai       | juin      | jui.      | août      | sep.      | oct.      | nov.      | déc.       | année      |
| ------------------------------------------------ | ---------- | ---------- | ---------- | --------- | --------- | --------- | --------- | --------- | --------- | --------- | --------- | ---------- | ---------- |
| Température minimale moyenne (°C)                | −2,1       | −2,1       | 0,4        | 5,2       | 11,1      | 16        | 20,4      | 21,6      | 17,1      | 10,4      | 4,5       | 0          | 8,5        |
| Température moyenne (°C)                         | 0,4        | 0,8        | 4          | 9,6       | 15,2      | 19,6      | 23,4      | 25        | 21        | 14,5      | 8,3       | 2,8        | 12,1       |
| Température maximale moyenne (°C)                | 3,1        | 4          | 7,9        | 14        | 19,6      | 23,7      | 27,1      | 29,2      | 25,4      | 19        | 12,2      | 5,9        | 15,9       |
| Record de froid (°C) date du record              | −19,8 1945 | −24,6 1888 | −19,5 1893 | −7,2 1926 | −1,4 1910 | 4,1 1921  | 8,9 1976  | 9 1910    | 3,1 1906  | −1,4 1918 | −5,4 1960 | −18,7 1917 | −24,6 1888 |
| Record de chaleur (°C) date du record            | 13,7 1910  | 19,8 2010  | 21 1905    | 28,2 2015 | 31,8 2015 | 33,8 2013 | 37,9 2000 | 38,2 1978 | 36,1 2012 | 30,1 2018 | 25,2 2020 | 21,4 1890  | 38,2 1978  |
| Ensoleillement (h)                               | 39         | 64,3       | 121,5      | 168,6     | 184,9     | 179,5     | 150,3     | 186,9     | 160,8     | 143,1     | 83,2      | 45,3       | 1 527,4    |
| Précipitations (mm)                              | 118,9      | 98,5       | 99,5       | 109,9     | 125       | 122,9     | 197       | 184,6     | 161       | 175,5     | 189,1     | 159,8      | 1 741,6    |
| dont neige (cm)                                  | 100        | 79         | 30         | 1         | 0         | 0         | 0         | 0         | 0         | 0         | 6         | 58         | 273        |
| Nombre de jours avec précipitations              | 20,9       | 17,6       | 14,9       | 11,6      | 11        | 10,1      | 11,6      | 10,4      | 12,1      | 14,3      | 17,9      | 21,3       | 173,8      |
| dont nombre de jours avec précipitations ≥ 10 mm | 3,4        | 2,8        | 3,3        | 4,2       | 4,3       | 3,9       | 5,7       | 5,2       | 5,4       | 6,1       | 7         | 5,4        | 56,8       |
| Humidité relative (%)                            | 74         | 72         | 68         | 67        | 71        | 74        | 79        | 76        | 74        | 73        | 73        | 74         | 73         |
| Nombre de jours avec neige                       | 20,5       | 17,7       | 7,8        | 0,5       | 0         | 0         | 0         | 0         | 0         | 0         | 1,5       | 12,6       | 60,5       |

| Diagramme climatique                                  |           |            |            |             |             |             |               |             |             |              |           |
| J                                                     | F         | M          | A          | M           | J           | J           | A             | S           | O           | N            | D         |
| 3,1−2,1118,9                                          | 4−2,198,5 | 7,90,499,5 | 145,2109,9 | 19,611,1125 | 23,716122,9 | 27,120,4197 | 29,221,6184,6 | 25,417,1161 | 1910,4175,5 | 12,24,5189,1 | 5,90159,8 |
| Moyennes : • Temp. maxi et mini °C • Précipitation mm |           |            |            |             |             |             |               |             |             |              |           |

## Histoire

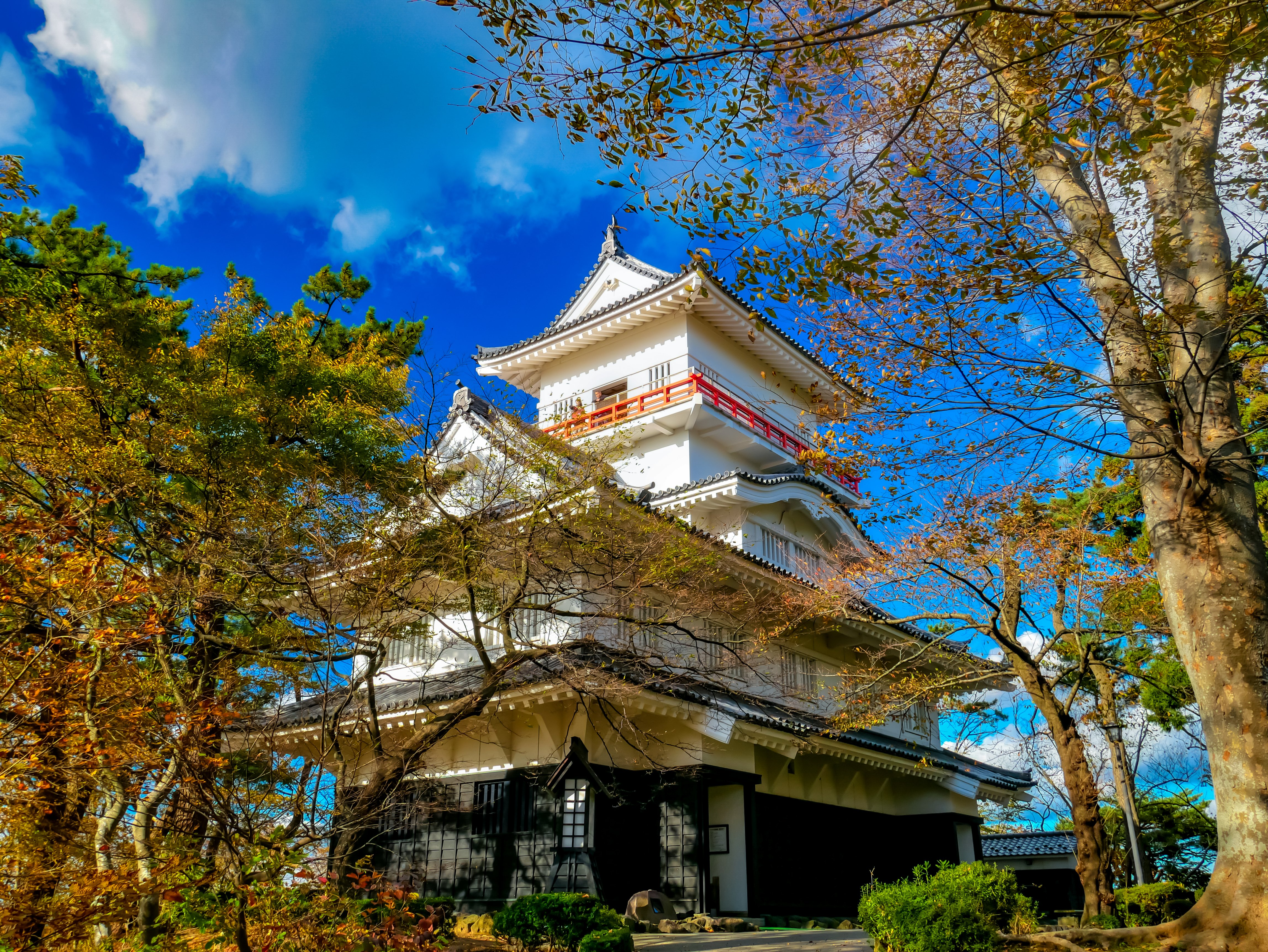
Château de Kubota.

La ville elle-même n'a été fondée officiellement qu'en 1889, mais Akita est une des plus importantes villes de la région de Tōhoku depuis la période médiévale. Les daimyos des clans Akita et Satake ont établi leurs capitales dans l'Akita moderne.
- 1604 : le château de Kubota, qui va plus tard devenir le centre d'Akita, est bâti.
- 1er avril 1889 : Akita est officiellement fondée.
- 14 août 1945 : 137 personnes sont tuées lors d'un raid aérien de 134 B-29, attaquant la ville de minuit à l'aube du 15 août.
- 6 juillet 1973 : ce jour-là se déroule la première des trois apparitions mariales à sœur Agnès Sasagawa Katsuko au couvent de Yuzawadaï. Après les apparitions, la statue de Notre-Dame d'Akita va connaître 101 lacrimations devant un grand nombre de témoins. Après enquêtes canoniques et scientifiques, ces faits ont été officiellement reconnus et la dévotion autorisée le 22 avril 1984 par Mgr Jean Shojiro Ito, évêque de Niigata[4],[5].
- 1er avril 1997 : désignée comme ville noyau.
- 16 août au 26 août 2001 : les 6e Jeux mondiaux se tiennent à Akita ; la cérémonie d'ouverture se tient au stade d'athlétisme Yabasé.
- 2004 : la ville célèbre son 400e anniversaire (anniversaire de la fondation de la ville-château de Kubota).

## Éducation
La ville compte plusieurs universités :
- université d'Akita
- université préfectorale d'Akita
- université d'études internationales

## Culture locale et patrimoine

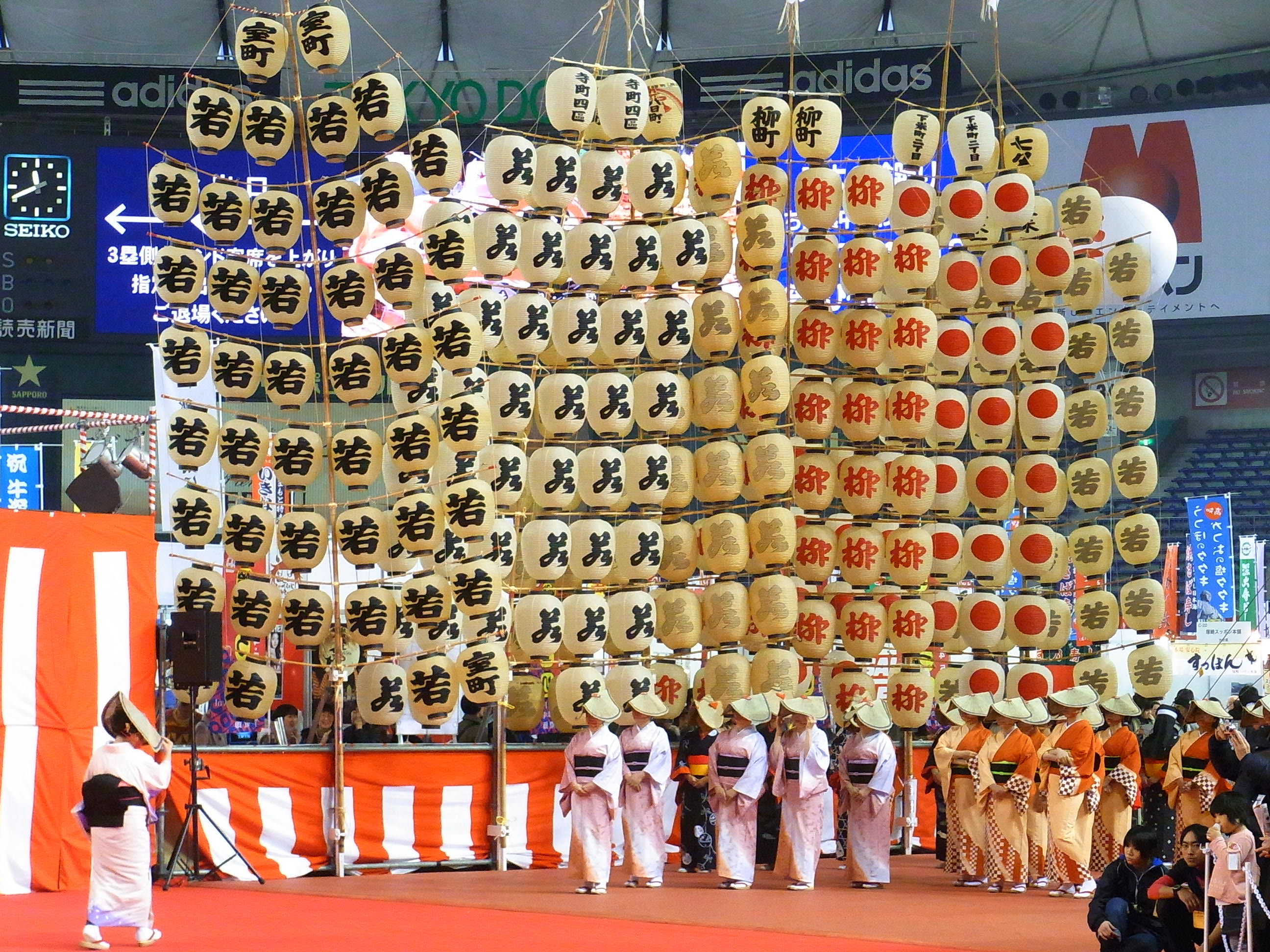
Akita kanto matsuri.

- Château de Kubota
- Château d'Akita
- Musée d'Art d'Akita
- Akita kanto matsuri

## Transports
Akita possède un aéroport (code AITA : AXT).
La ville est desservie par la ligne Shinkansen Akita qui permet des liaisons directes avec Tokyo. Elle est également desservie par les lignes classiques Ōu, Uetsu et Oga de la JR East. La gare d'Akita est la principale gare de la ville.
La ville possède un port relié entre autres à l'île de Hokkaido par des liaisons régulières en ferry assurées par la compagnie Shin Nihonkai Ferry.

## Jumelages
Akita est jumelée avec :
- Lanzhou (Chine) depuis le 5 août 1982 ;
- Passau (Allemagne) depuis le 8 avril 1984 ;
- Vladivostok (Russie) depuis le 29 juin 1992 ;
- Borough de la péninsule de Kenai (États-Unis) depuis le 22 janvier 1992.

## Personnalités liées à la ville
- Yōbun Kaneko (1893-1985), écrivain
- Tarō Shōji (1898-1972), chanteur
- Einosuke Itō (1903-1959), écrivain
- Shirō Fukai (1907-1959), compositeur
- Yukio Endō (1937-2009), gymnaste, quintuple champion olympique
- Setsurō Wakamatsu (né en 1949), réalisateur
- Masamichi Amano (né en 1957), compositeur
- Junko Sakurada (née en 1958), chanteuse
- Hiroki Endo (né en 1970), mangaka